# David Kekumba Yemba
David Kekumba Yemba (* in Dungu, Demokratische Republik Kongo) ist ein Geistlicher und Bischof der United Methodist Church.

## Leben
Nach einem Studium an der Université Libre du Congo, das er 1970 mit dem Lizentiat der Theologie abschloss, setzte er seine Studien an der Universität Straßburg fort, wo er 1978 zum Doktor der Religionswissenschaft promoviert wurde. Die Ordination zum Diakon und zum Presbyter in der Central Congo Annual Conference empfing er durch Bischof John Wesley Shungu. Er lehrte Systematische Theologie an mehreren Hochschulen, darunter an der Africa University, wo er ab 1991 Gründungsdekan der Theologischen Fakultät war und bis zu seiner Bischofswahl 2005 die Fakultät leitete. Zuvor war er 21 Jahre lang Dekan und Präsident des Protestant Interdenominational Seminary in Kinshasa gewesen.
Nach Anfängen als Schulkaplan war er Seelsorger in der International Protestant Parish in Kinshasa. Er war Administrative Assistant (vergleichbar einem Generalvikar) des Bischofs der West Congo Annual Conference. Er war Delegierter bei der weltweiten Generalkonferenz der United Methodist Church 1992. Von der Congo Central Conference wurde er am 12. Februar 2005 zum Bischof gewählt, seine Wiederwahl auf Lebenszeit erfolgte am 26. August 2008. Neben seinem Bischofsamt nahm er Aufgaben in der Gesamtkirche und in der Ökumene wahr, so war er Vizepräsident der Methodistischen Historischen Gesellschaft für Afrika und von 1998 bis 2006 Moderator der Kommission für Glauben und Kirchenverfassung im Weltrat der Kirchen. Er trat 2016 in den Ruhestand.
David Kekumba Yemba ist seit 1969 verheiratet mit Henriette K’Untu. Das Ehepaar hat fünf Kinder.